# Primeira Igreja Presbiteriana de Belo Horizonte
A Primeira Igreja Presbiteriana de Belo Horizonte (PIPBH) é uma igreja local federada a Igreja Presbiteriana do Brasil, sob jurisdição do Presbitério de Belo Horizonte e Sínodo Belo Horizonte.
Em 2016, foi a 3ª igreja federada a IPB com maior arrecadação, conforme o relatório da Tesouraria do Supremo Concílio da Igreja Presbiteriana do Brasil, estando assim entre as maiores igrejas da denominação.
É uma igreja histórica no município, sendo seu edifício considerado patrimônio cultural e  partir de 2016 é uma das igrejas identificadas pelos semáforos do município.

## História
Em 26 de agosto de 1912, chegou em Belo Horizonte o Reverendo Álvaro Reis, pastor da Igreja Presbiteriana do Rio de Janeiro. Foi o primeiro pastor presbiteriano na cidade e iniciou o evangelismo na cidade.
Posteriormente, o o Rev. Américo Cardoso de Menezes, vindo do Sul de Minas Gerais, veio para Belo Horizonte, e continuou o trabalho evangelístico que culminou na organização da Primeira Igreja Presbiteriana de Belo Horizonte. 

Nos anos seguintes a PIPBH foi responsável pela expansão do Presbiterianismo na cidade, contribuindo para a fundação de diversas outras igrejas locais.  Entre estas igrejas estão: Oitava Igreja Presbiteriana de Belo Horizonte e Igreja Presbiteriana Jardim América, de Belo Horizonte.

## Pastor
A partir de 2017 o pastor titular da PIPBH é o Reverendo Edson Costa Silva.